# Taihe
Taihe is een stad en een arrondissement in de prefectuur Fuyang in de Chinese provincie Anhui. Bij de volkstelling van 2020 had de stad zelf 614.876 inwoners, het arrondissement had 1.379.982 inwoners.